# Kevin Geniets
Kevin Geniets (ur. 9 stycznia 1997 w Esch-sur-Alzette) – luksemburski kolarz szosowy.

## Osiągnięcia
Opracowano na podstawie:

2014
- 2. miejsce w Tour du Pays de Vaud
- 2. miejsce w mistrzostwach Luksemburga juniorów (jazda indywidualna na czas)
- 1. miejsce na 2. etapie Oberösterreich Juniorenrundfahrt

2015
- 1. miejsce w mistrzostwach Luksemburga juniorów (jazda indywidualna na czas)

2019
- 1. miejsce w mistrzostwach Luksemburga U23 (jazda indywidualna na czas)
- 2. miejsce w mistrzostwach Luksemburga (start wspólny)

2020
- 3. miejsce w mistrzostwach Luksemburga (jazda indywidualna na czas)
- 1. miejsce w mistrzostwach Luksemburga (start wspólny)

2021
- 1. miejsce w mistrzostwach Luksemburga (jazda indywidualna na czas)
- 1. miejsce w mistrzostwach Luksemburga (start wspólny)

## Rankingi
| Rok             | 2016  | 2017  | 2018  | 2019 | 2020 | 2021 | 2022 | 2023 | 2024 |
| --------------- | ----- | ----- | ----- | ---- | ---- | ---- | ---- | ---- | ---- |
| World Ranking   | 1094. | 1170. | 2877. | 293. | 184. | 224. | 311. | 367. | 282. |
| UCI Europe Tour | 738.  | 781.  | 1943. | 239. | 151. | 192. | 250. | -    | -    |
|                 |       |       |       |      |      |      |      |      |      |
| Źródło: UCI     |       |       |       |      |      |      |      |      |      |